# Ricardo Casas
Ricardo Casas (Argentina, 17 de abril de 1967) es un árbitro asistente de fútbol de Argentina.
Luego de dirigir la Copa Sudamericana 2008, el 5 de febrero de 2010 fue elegido para conformar uno de los treinta equipos arbitrales que fueron a la Copa Mundial de Fútbol de 2010 de Sudáfrica. Su debut arbitral en la Copa Mundial de Fútbol 2010 fue durante el encuentro que se disputó entre Ghana y Serbia con una excelente actuación, en la que señaló un penal para el equipo africano a seis minutos del final, el cual fue difícil de ver para el árbitro Baldassi. Lo acompañó el también juez de línea Hernán Maidana. Terminó su actuación en la copa el 29 de junio dirigiendo España 1 - 0 Portugal.
Durante las pruebas previas de marzo en Tenerife, España, sufrió un problema físico (una lipotimia) que puso en duda su participación. Pero en mayo realizó las pruebas de forma óptima, garantizándose así su presencia.
Siempre será recordado por sus fallos en la última fecha del Torneo Clausura 2009, en el que Vélez Sársfield se consagró campeón en un polémico partido.
En dicha ocasión, el árbitro Gabriel Brazenas a instancias suyas anuló por un supuesto off side un gol de Huracán en los primeros minutos del juego. Y sobre el final no advirtió una clara falta del delantero Larrivey sobre el arquero Monzón, en la jugada que terminó dándole el campeonato a Vélez Sársfield.
La terna arbitral de ese partido ha sido muy cuestionada, a punto tal que el árbitro jamás volvió a dirigir.